# 蟲囊菌綱
蟲囊菌綱（學名：Laboulbeniomycetes）是子囊菌門的一個綱，約包含2000種物種，常寄生於陸生、水生昆蟲或其他節肢動物。此類真菌的體積很小，子實體多為瓶狀的子囊殼（perithecia），且大小多在1毫米以下，可能有柄或無柄。有關本綱物種的研究不多，且多難以在實驗室中培養。2018年，一篇分子種系發生學的研究分析rDNA序列，結果顯示蟲囊菌綱為一單系群，且與糞殼菌綱互為姊妹群。

## 研究歷史
有關本綱物種最早的正式研究為1873年，Peyritsch紀錄了五個屬，共12種物種，並將這些物種歸入蟲囊菌目中。1890年至1932年，美國真菌學家羅蘭·瑟斯特做了許多關於此類真菌的研究，他描述發表了103個屬，共1260種物種。蟲囊菌綱的分類地位傳統上多有爭議，曾被歸入子囊菌門、擔子菌門與接合菌門，甚至還曾被認為屬於棘頭動物門，或與紅藻關係接近。1998年，英國生物學家湯瑪斯·卡弗利爾-史密斯將本綱類群與蟲黴菌目、捕蟲黴目、鉤孢毛菌目、内孢毛霉目等歸入古真菌門（Archemycota）的一個綱Zoomycetes中。後來才由分子證據確定蟲囊菌綱屬於子囊菌門。

## 寄生
蟲囊菌綱的物種多寄生於節肢動物，其菌絲體大多已退化至相當程度。除了盖柄菌目的類群之外，本綱的物種幾乎都是節肢動物的絕對寄生菌。昆蟲綱中有十個目（蜚蠊目、鞘翅目、革翅目、雙翅目、半翅目、膜翅目、等翅目、食毛目、直翅目與纓翅目）的物種會被本綱真菌寄生，而其他節肢動物中，馬陸（倍足綱）與蜱蟎也是本綱真菌的宿主。本綱真菌的子囊孢子表面具有黏性，會在昆蟲成蟲的表皮萌發，進而長出吸器吸取宿主的養份，並長出菌絲穿透宿主體壁，蔓延到其體腔中。

### 物種專一性
有關蟲囊菌綱真菌與其宿主關係的研究尚不全面，不過其宿主專一性，一般認為比其他節肢動物的寄生物來得高，雖然本綱許多物種可以寄生不只一種宿主，但通常一物種只能寄生一個屬（或親緣關係相近的數個屬）的節肢動物。也有觀點認為本綱的某些類群在特定條件下，可寄生的宿主範圍可能較廣。

### 位置專一性
多數蟲囊菌綱的真菌可在宿主身體的多數部位生長，不過少數種類具有位置專一性，即只生長於宿主的特定部位，這種現象可能是因為某些物種是透過交配在昆蟲間傳播，而在雌蟲與雄蟲身上有不同的感染部位。